# Lars Nilsson i Viby
Lars Nilsson (i riksdagen kallad Nilsson i Viby), Nilsson i Viby, född 12 december 1818 i Arboga socken, Västmanlands län, död 7 mars 1899 i Viby Norrgård, var en svensk rusthållare och riksdagsman.
Nilsson övertog 1846 titeln rusthållare i Viby utanför Arboga. Han var även en s.k. bondeadvokat, dvs. behjälplig med överklaganden, inlagor, bouppteckningar och andra juridiska uppdrag. Han hade många förtroende- och föreningsuppdrag på socken-, kommun-, församlings- och häradsnivå: Viby byalag, handelsförening, landsbygdsmejeri; 1865–1899 var han ordförande i styrelsen för Åkerbo Härads Brandstodsbolag.
Som politiker var Nilsson landstingsman, kommunalordförande och 1882–1884 invald i Västmanlands läns västra domsagas valkrets som ledamot av riksdagens andra kammare där han anslöt till Lantmannapartiet.
Nilsson har efterlämnat dagboksanteckningar, minnesbok och brevkopior som finns bevarade på Nordiska museet.

## Familj
Lars Nilsson var gift två gånger; den första gången med Catrina Jansdotter 1842; 1852 med Anna Katrina Andersdotter. Inalles hade fick han tio barn, varav fem uppnådde vuxen ålder.